# Arqueta de Palencia

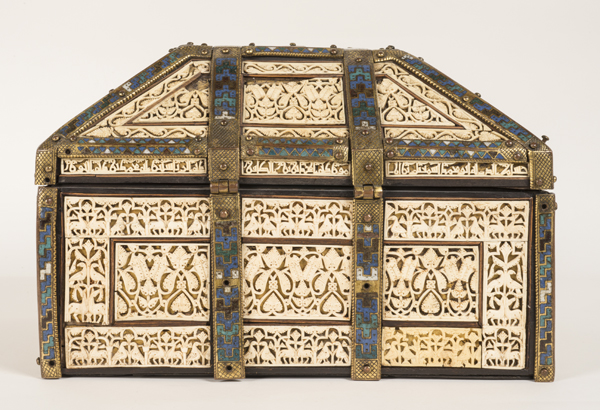
Parte posterior

La arqueta de Palencia, también llamada arqueta andalusí de la catedral de Palencia, es una pieza que forma parte del llamado arte islámico y de los marfiles hispanomusulmanes, y data de la época de la Taifa de Toledo, una de las taifas de Al-Ándalus que surge de la descomposición del Califato de Córdoba el 22 de julio de 1035 y finaliza con la conquista cristiana en 1085, en la península ibérica, y que en esa época estaba gobernada por Yahya ibn Ismail al-Mamun, Yahya ben Ismael ben-Dylinun, también llamado Al-Mamún de Toledo, (* ¿? – Córdoba, 1075) y que formaba parte de la dinastía Banu Di-l-Nun, fue rey de la Taifa de Toledo entre 1043 y 1075.

## Historia

La Taifa de Toledo hacia 1037.

La arqueta fue tallada en el Taller de marfiles de Cuenca, por el artista Abderramán ben Zeiyan, en el año 1050, y destaca por su increíble detalle y finura en la ejecución y está considerada como una de las mejores creaciones de dicho taller.

## Conservación
La pieza perteneció a la catedral de Palencia cuyo obispo realizó la donación de la misma al Museo Arqueológico Nacional (España) en Madrid, donde se expone de forma permanente con el número de inventario 57371.

## Características
- Forma: rectangular (arqueta).
- Material: madera, cobre, marfil de elefante y esmaltes.
- Medidas: 23 x 34 x 23,5 centímetros.
- Inscripciones.

La arqueta de forma rectangular es de madera recubierta con cuero y con placas de marfil talladas, fue encargada como regalo para Ismail Al Maamun hijo del rey de la Taifa de Toledo Yahya ibn Ismail al-Mamun. Fue realizada en el taller de marfiles de Cuenca, por el artista Abderraman Ben Zeiyan, el año 1050. Destaca por su increíble detalle y finura en la ejecución y está considerada como una de las mejores creaciones del mencionado taller tiene unas inscripciones de escritura cúfica —donde se recuerda su ejecución en Cuenca entre otras cosas—, también hay pájaros y gacelas, lo que hace pensar que fue una recreación del paraíso. La pieza perteneció a la Catedral de Palencia utilizada como relicario. En 1911 el obispo junto con el capítulo de la catedral donaron la arqueta en el Museo Arqueológico Nacional de España.